# Rebeca Méndez Jiménez

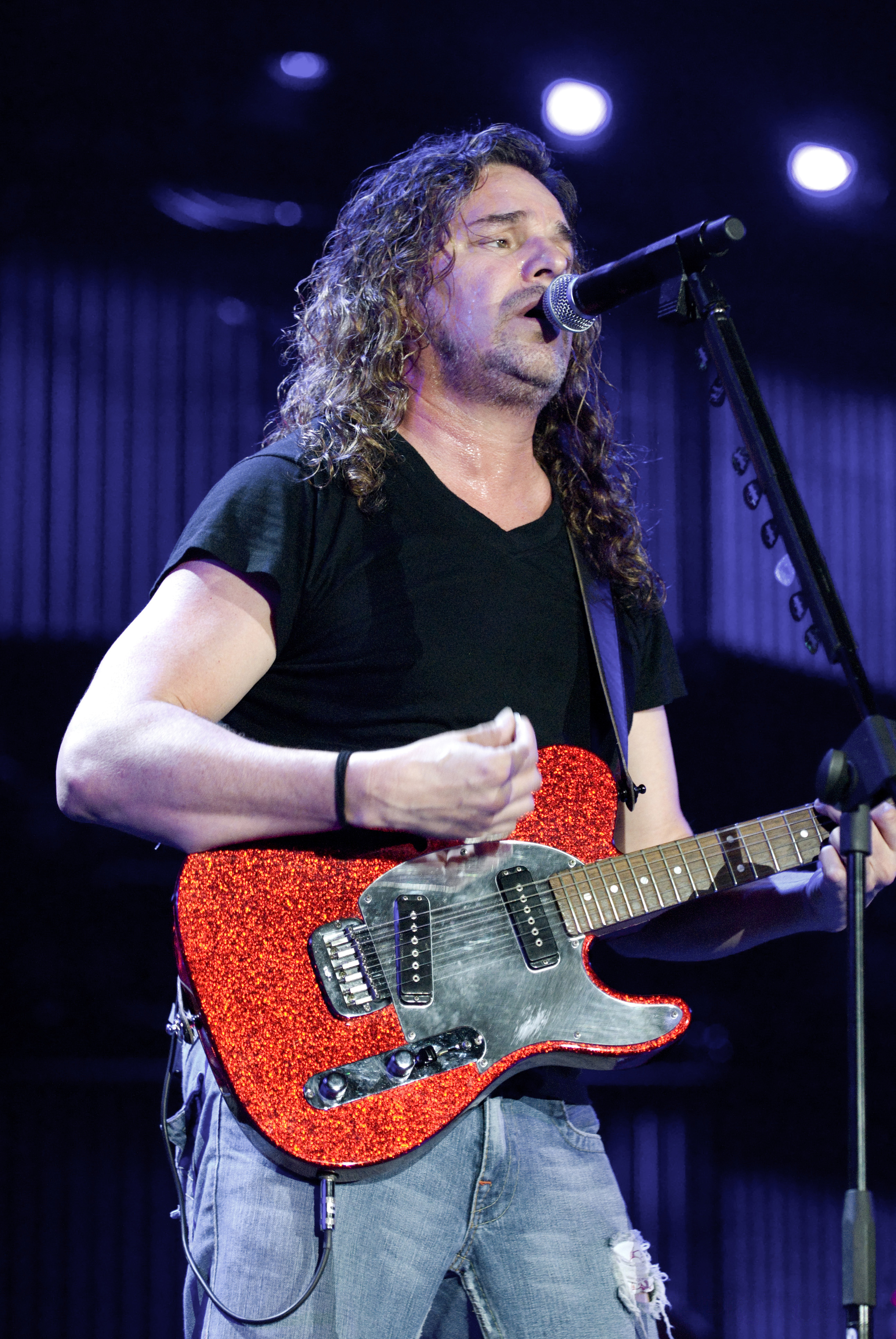
Fernando Olvera la homenajeó.

Rebeca Méndez Jiménez (Guadalajara, Jalisco, 26 de junio de 1943 - Monterrey, Nuevo León, 16 de septiembre de 2012), conocida mundialmente como La loca del muelle de San Blas, fue una comerciante mexicana que se hizo famosa por su espera en el muelle de San Blas. Su historia fue homenajeada en la canción "En el muelle de San Blas" por la banda mexicana de rock Maná.

## Biografía
Jiménez nació el 26 de junio de 1943 en Guadalajara, Jalisco.
El 13 de octubre de 1971 Rebeca despidió a su novio Manuel, un pescador con quien se casaría en 4 días. Esa noche el Huracán Priscilla causó el naufragio de la embarcación y no hubo sobrevivientes.
Desde el trágico suceso, pasó todas las tardes en el muelle con su vestido de novia.
Más allá de su vana espera Rebeca era muy amable y cordial, tampoco estaba incapacitada: trabajaba vendiendo ropa para muñecas y dulces, no era del todo solitaria: tenía hermanas y amigos que vivían en Monterrey a los que visitaba, tampoco generaba hostilidad en los sanblaseros: era contratada para pequeños trabajos, le regalaban comida y luego de la canción atraía a turistas de todo el Mundo a los que contaba desinteresadamente su historia.

### Fallecimiento
Murió el 16 de septiembre de 2012 a la edad de 69 años en Monterrey, México, su muerte fue anunciada en medios de toda Latinoamérica, sus restos fueron cremados y sus cenizas arrojadas al mar desde el muelle de San Blas. En el lugar se realizó una ceremonia pública donde se inauguró una estatua en su honor, financiada por la Alcaldía de la ciudad.

## En el muelle de San Blas
En mayo de 1997 Rebeca esperaba con su famoso traje de novia cuando una persona le preguntó por su atuendo, la mujer le contó su historia con tanto sentimiento que emocionó al oyente; Fernando Olvera. El vocalista le contó la historia a su compañero Alejandro González que impactado se dirigió a conocer a la mujer, esa noche ambos músicos escribieron la canción "En el muelle de San Blas".
La historia de Rebeca tuvo un gran efecto en los líderes de Maná, quienes titularon su siguiente álbum, Sueños líquidos, en relación con el relato. Olvera además escribió la canción "La sirena".